# Архітектурний стиль

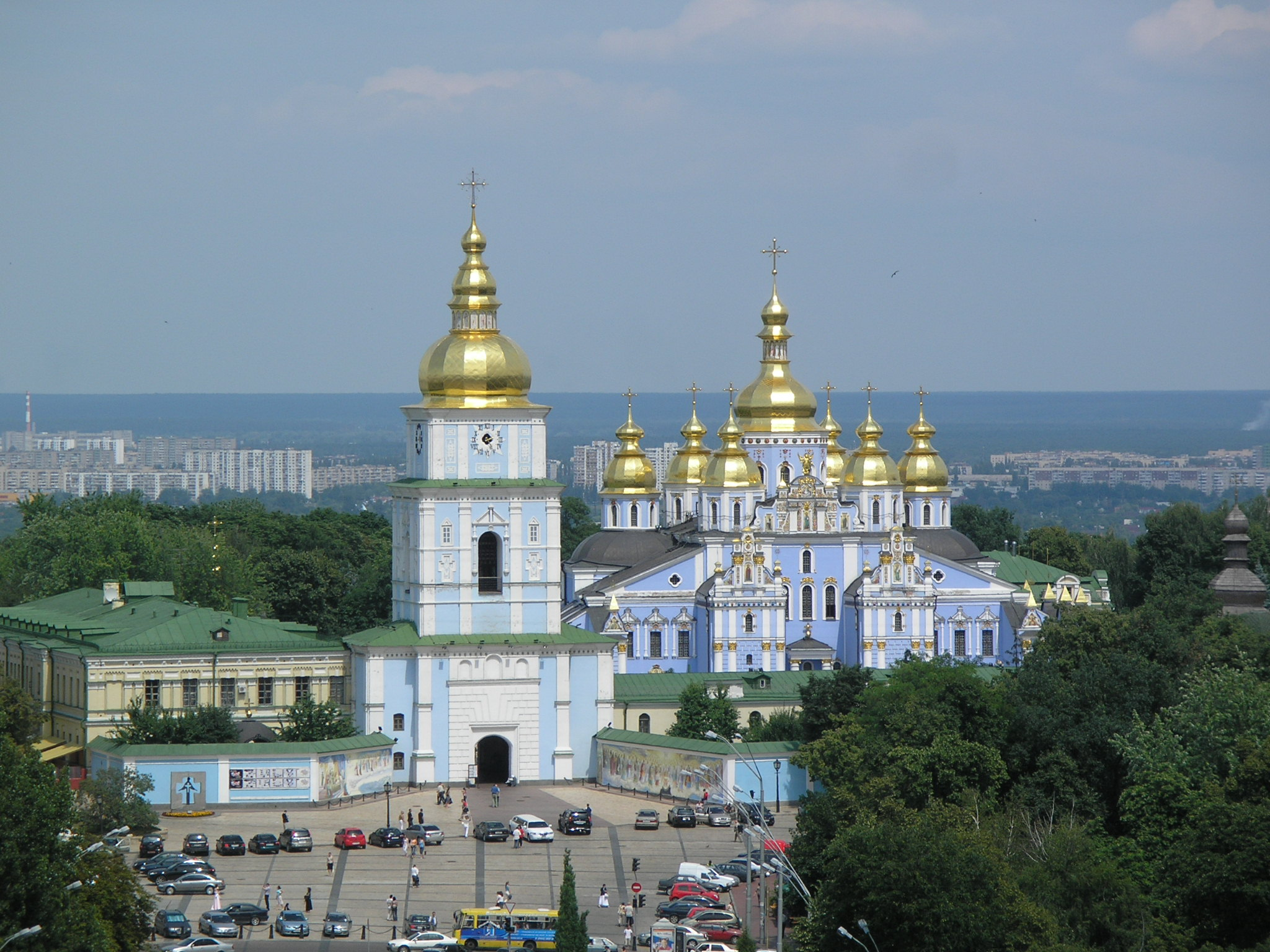
Михайлівський золотоверхий собор у Києві, побудований 1113 р., зруйнований більшовиками, відновлений за часів відродження Української держави — типовий приклад стилю українського бароко

Архітектурний стиль — сукупність основних рис та ознак архітектури певного історичного часу і місця, яка проявляється у функціональних, конструктивних, мистецьких особливостях будов.
Розвиток архітектурних стилів залежить від кліматичних, технічних, релігійних і культурних чинників. Хоча розвиток архітектури безпосередньо залежить від часу, не завжди стилі змінюють один одного послідовно, відоме одночасне співіснування стилів як альтернативи один одному, наприклад, бароко і класицизм, модерн і еклектика, функционалізм, конструктивізм і ар-деко.

## Найвідоміші архітектурні стилі
- Романський стиль
- Монументалізм
- Готика
- Ренесанс
- Класицизм
- Ампір

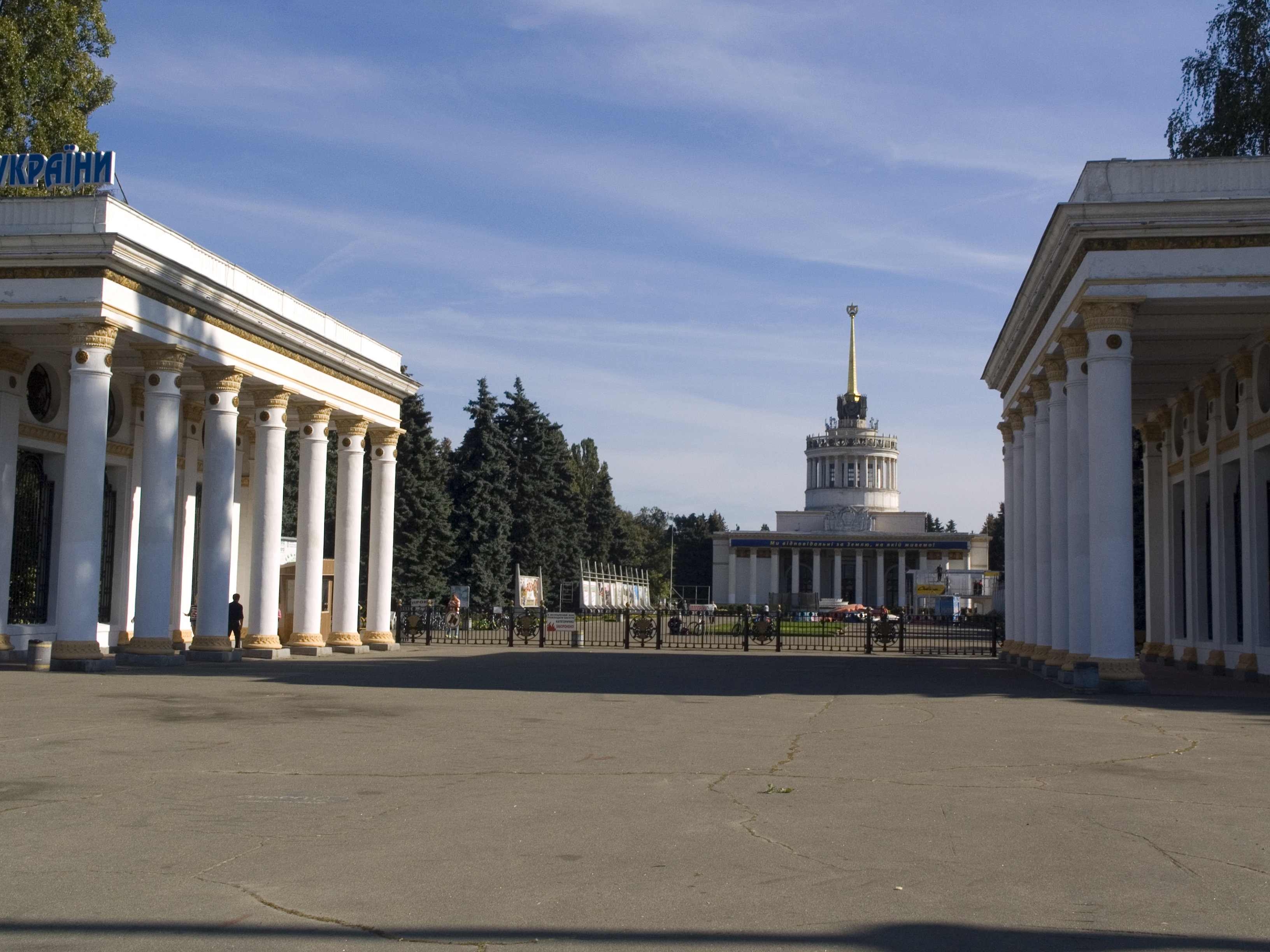
У Національному експоцентрі України представлені основні архітектурні стилі

- Бароко (зокрема «Українське бароко»)
- Рококо
- Неоготика (або псевдоготика)
- Модернізм
- Неокласицизм (зокрема ретроспективізм)
- Конструктивізм
- Скандинавський класицизм
- Північний модерн (скандинавський стиль, а в країнах Північної Європи — національний романтизм)
- Еклектизм
- Ар-деко
- Деконструктивізм
- Боз-ар (Боз арт) історичний стиль кінця XIX — початку XX ст., орієнтований на італійський Ренесанс у перебільшених формах
- Хай-тек (від англ. високі технології)
- Кінетична архітектура

## Зразки архітектурних стилів

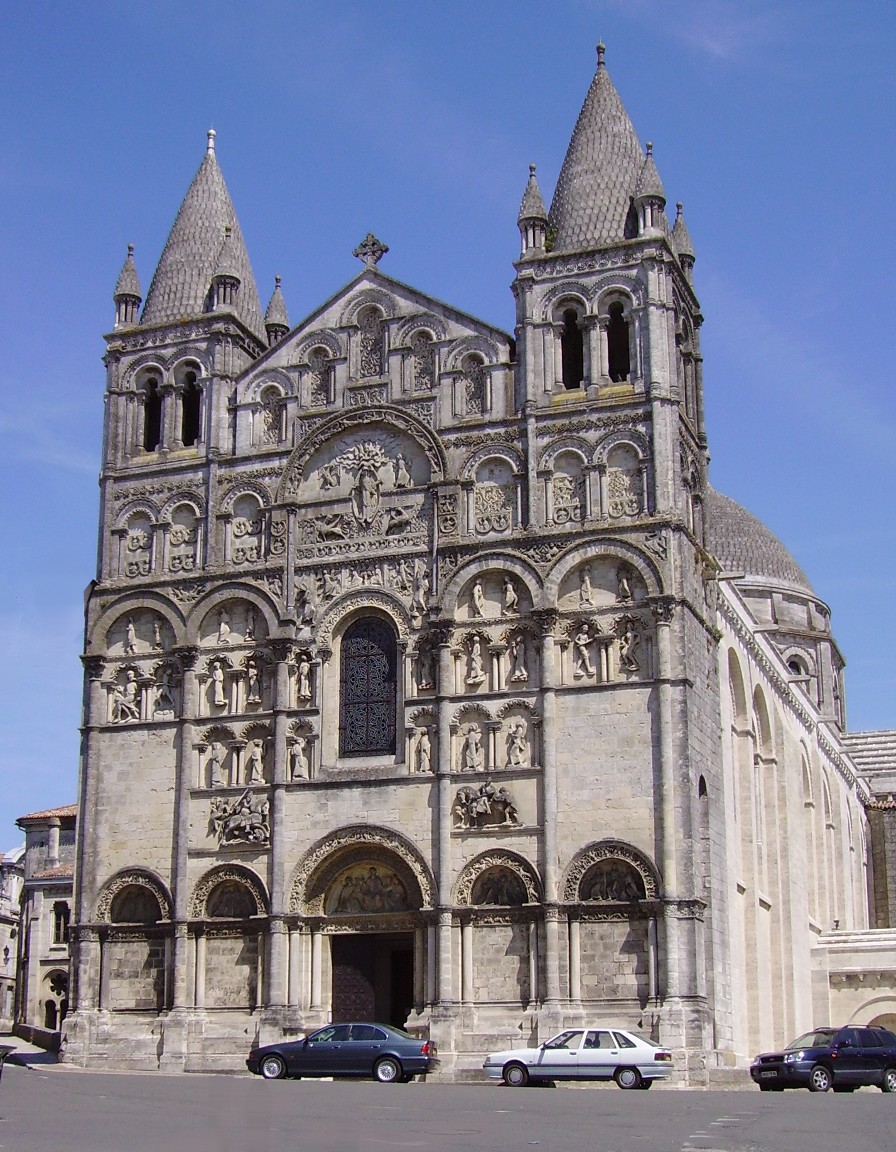
Кафедральний собор Св.Петра, м.Ангулєм, Франція, видатний зразок романського стилю.
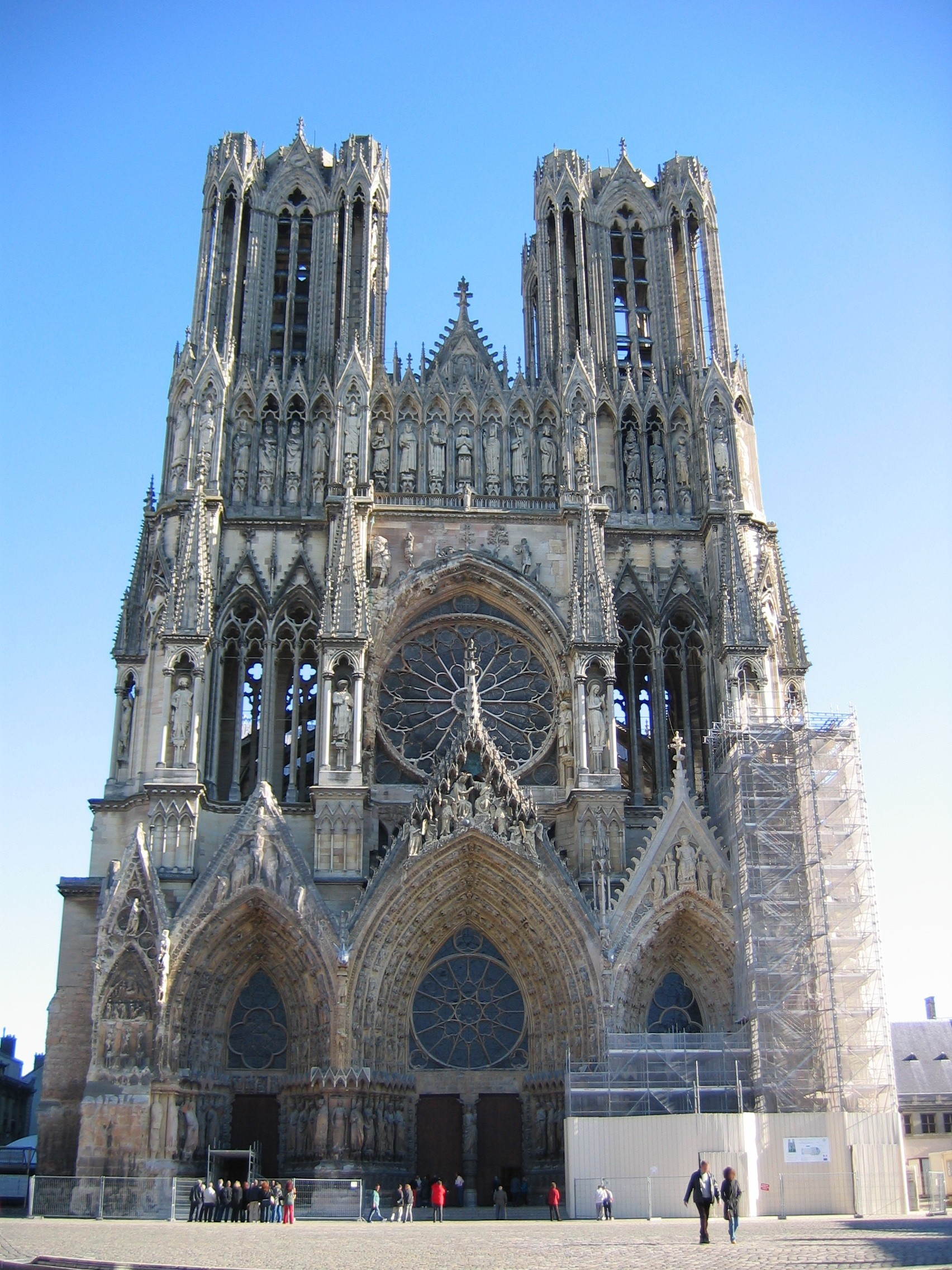
Собор в Реймсі, Франція, готичний стиль.
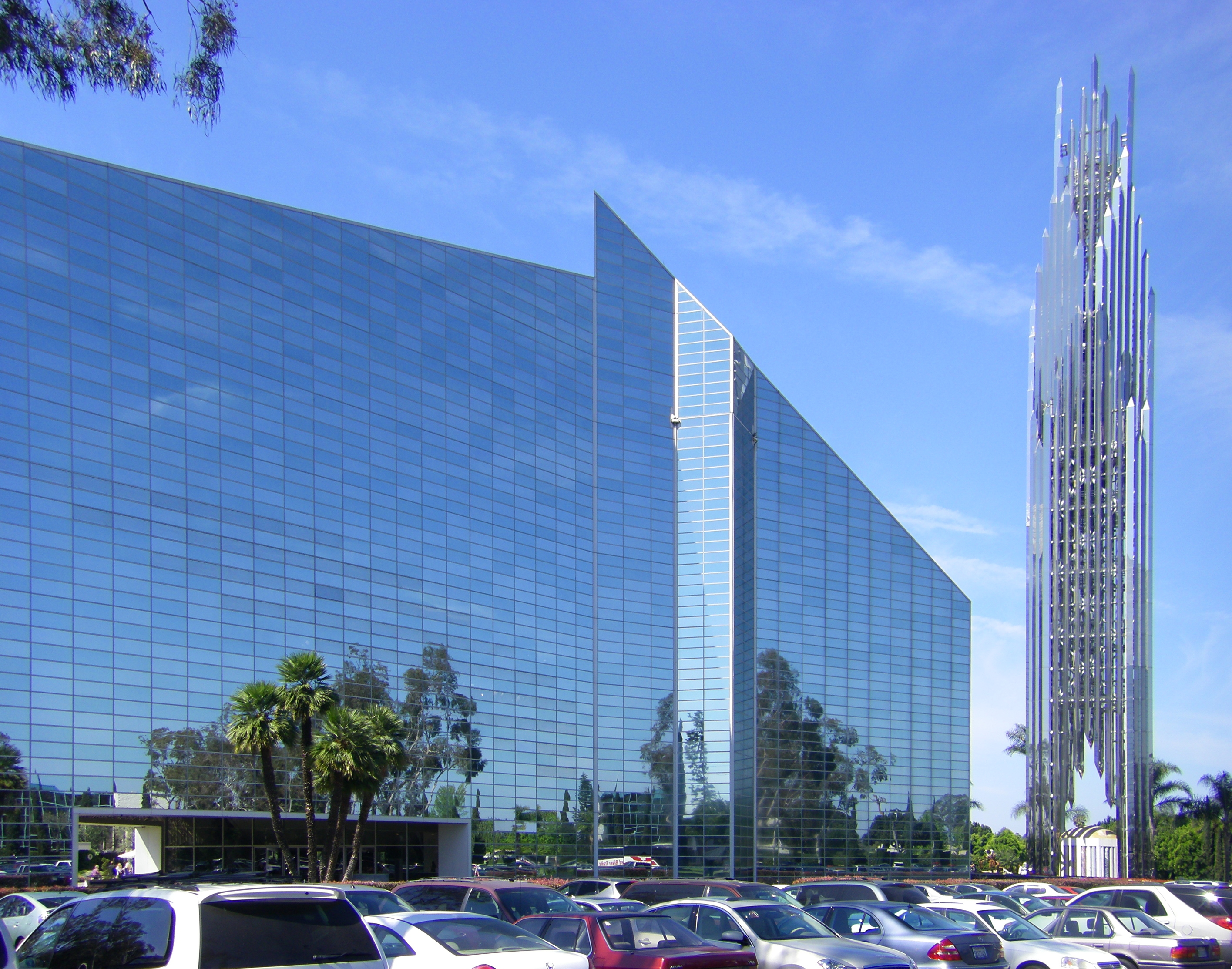
Кришталевий собор з баштою Реформатської церкви, 1980 р. Каліфорнія, м.Гарден Гроув, стиль хай тек.
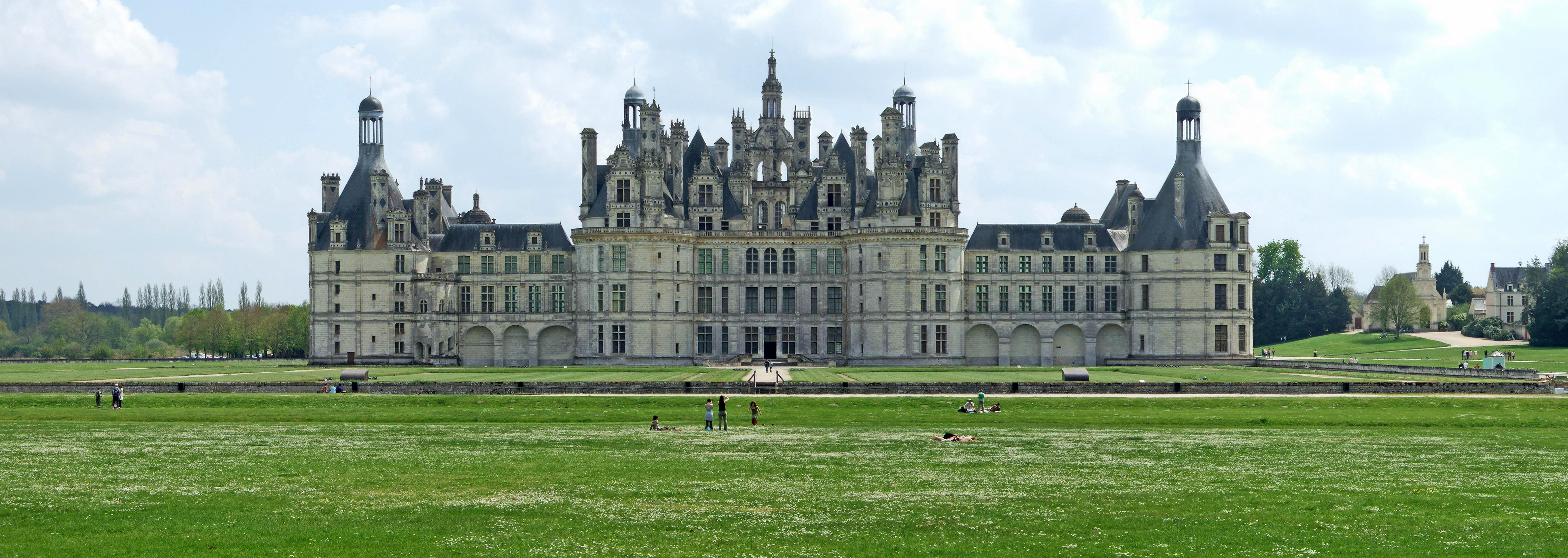
Замок Шамбор, Франція, 1519—1547 рр. Французький зразок Ренесансу
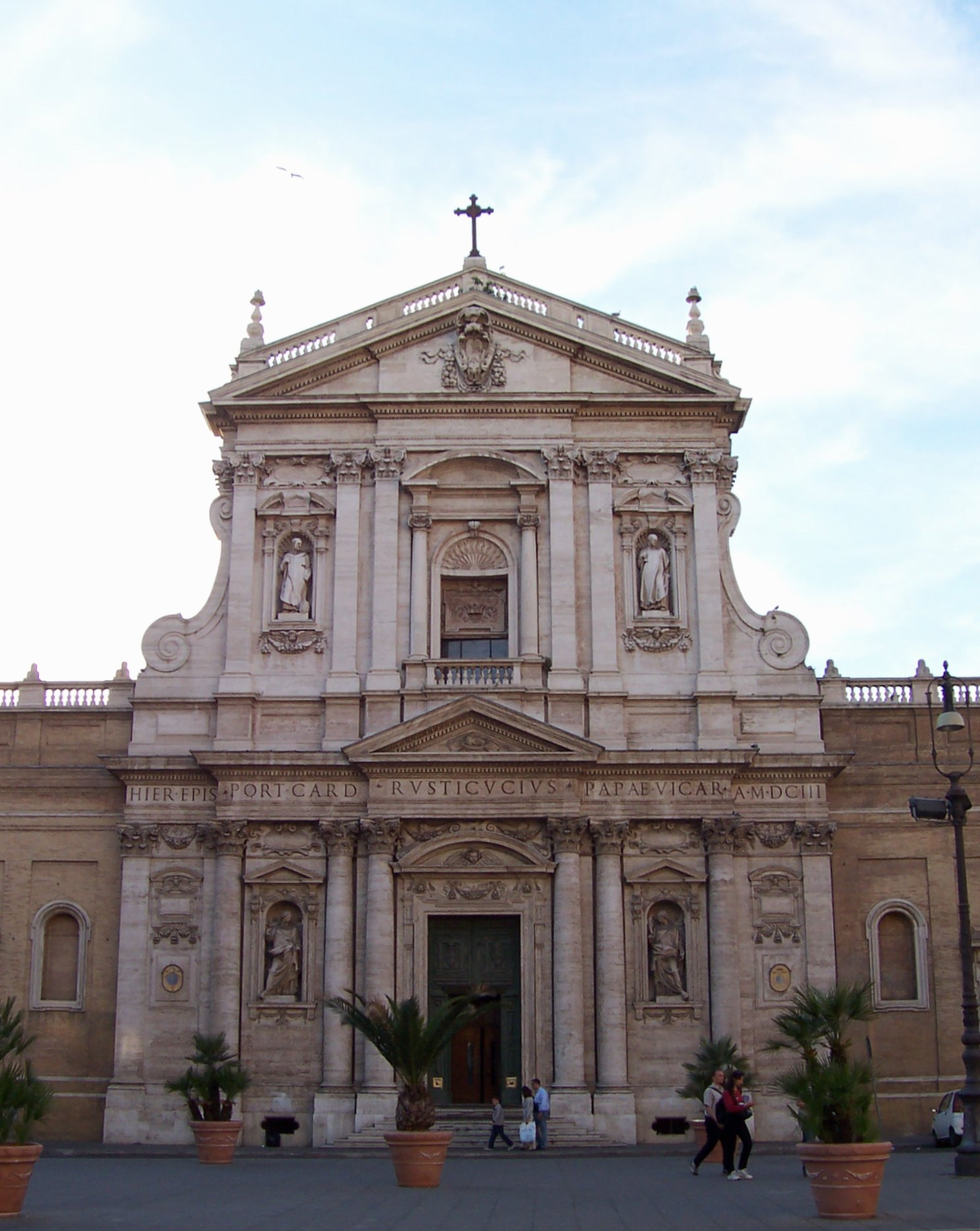
Церква Св. Сусани, Римське бароко, арх.Карло Мадерна.
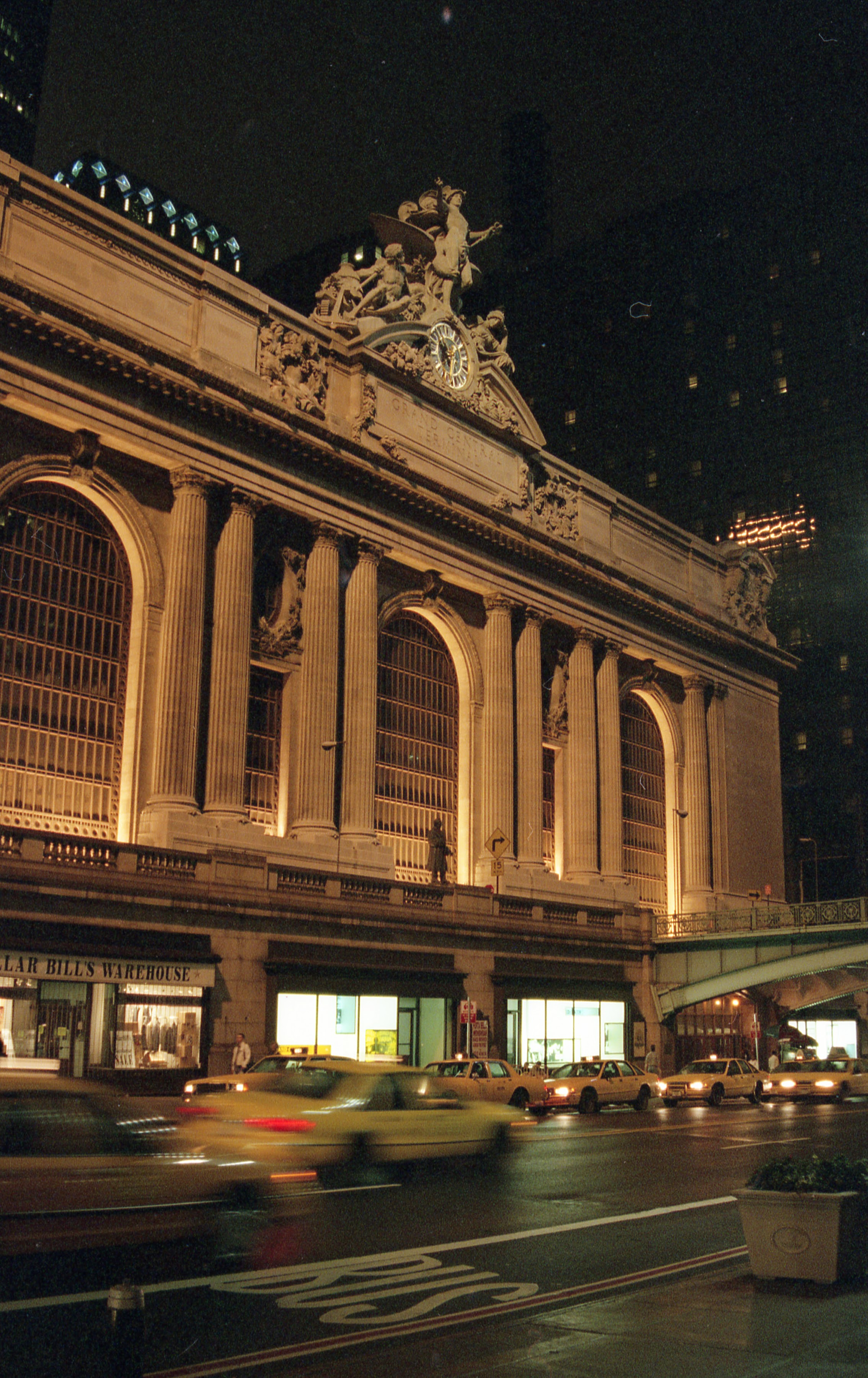
Вокзал Гранд-Сентрал-Термінал в Нью-Йорку, зразок боз арту.
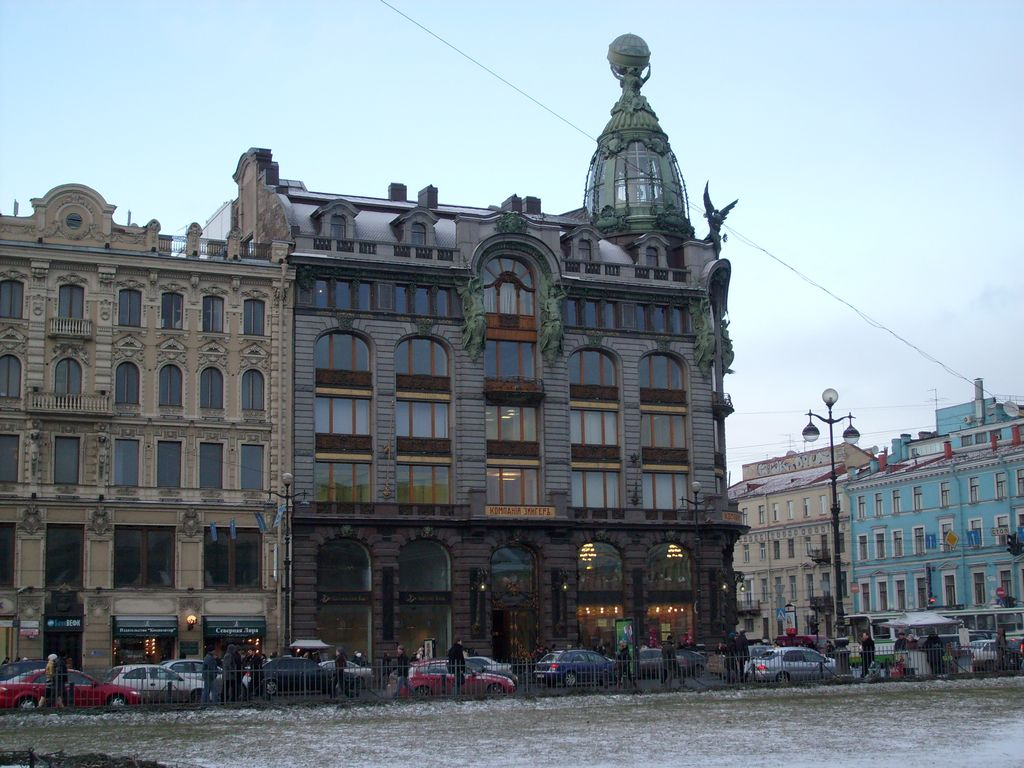
Будинок компанії Зінгер в Санкт-Петербурзі, модерн(ар нуво).
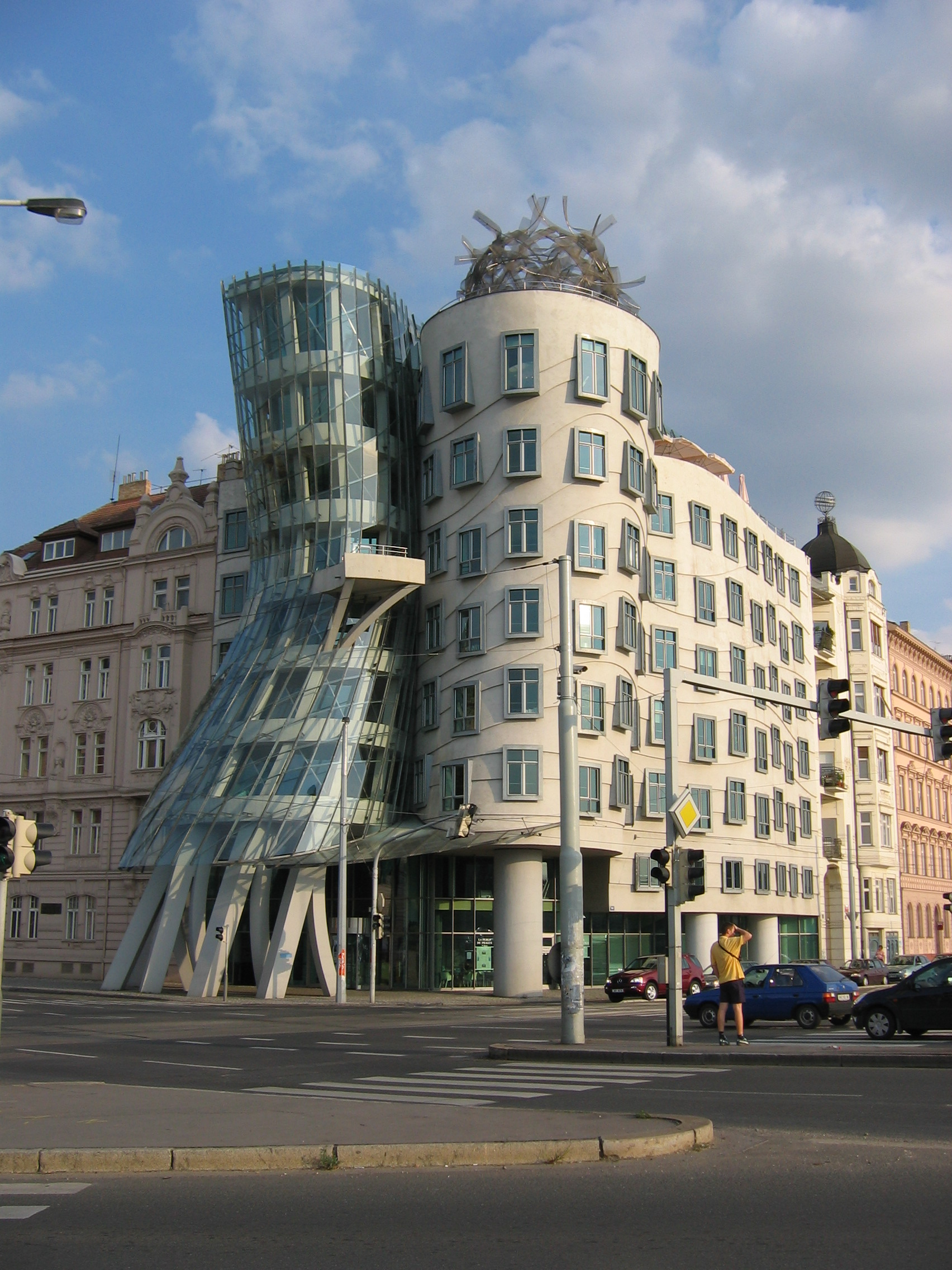
Будинок, що танцює, Прага, арх.В.Мілунич і Ф.Гері, деконструктивізм, 1996 рік.